# Aubignan
Aubignan is een gemeente in het Franse departement Vaucluse (regio Provence-Alpes-Côte d'Azur) en telt 4245 inwoners (2004). De plaats maakt deel uit van het arrondissement Carpentras.

## Geografie
De oppervlakte van Aubignan bedraagt 15,7 km², de bevolkingsdichtheid is 270,4 inwoners per km².
De onderstaande kaart toont de ligging van Aubignan met de belangrijkste infrastructuur en aangrenzende gemeenten.

## Demografie
Onderstaande figuur toont het verloop van het inwonertal (bron: INSEE-tellingen).

## Bekende inwoners
- François Arnaud (1721-1784), priester-journalist
- Ibrahim Shahda (1929-1991), Schilder
- Thomas Mangani (1987), voetballer